# فالتر كوخ
فالتر كوخ (10 سبتمبر 1910 - 23 أكتوبر 1943) كان قائدًا في قوات فالشيرمييغر خلال الحرب العالمية الثانية، مات في ظروف غامضة بعد انتقاده أدولف هتلر علانيةً.